# Margarita Costa Tenorio
Margarita Costa Tenorio (Vigo, 16 de febrero de 1951-Madrid, 21 de diciembre de 2012) fue una bióloga española de la Universidad Complutense de Madrid, especializada en botánica.

## Biografía
Emigró a Madrid con su familia y ya en esta ciudad estudió Biología en la Universidad Complutense, licenciándose en 1974. En este mismo año ingresa como profesora en la facultad de Biología, en la que desarrolla toda su carrera profesional hasta que se jubila en 2011.
En 1978 obtuvo el grado de doctora con la defensa de su tesis “Contribución al estudio de la flora y vegetación de la Alcarria de Cuenca”. Fue profesora adjunta desde 1979 y profesora titular desde 1987. En todo este tiempo como docente impartió la asignatura “Fitosociología”, posteriormente denominada “Vegetación Ibérica”.
En su dilatada carrera profesional se especializó en el campo de la Botánica, creando un grupo de trabajo entre profesorado y alumnado, fruto del trabajo de este fue la publicación del libro “Los bosques ibéricos”.
Dirigió diferentes tesis doctorales, destacando una presentada en 1996 cuya temática es un estudio etnobotánico de la Sierra Mágina (Jaén) y en 1998 otra tesis doctoral sobre la  distribución de los pinares albares del Sistema Central Español.
Fue coautora de otros  libros  como "La Cornicabra, la Corneta" y "Evolución y filogenia II".
Participó desde 1998 en el Seminario Científico sobre la Región Mediterránea, Natura 2000, un comité de personas expertas en la aplicación de la Directiva Europea Hábitat-Red Natura con objetivos de conservación de la fauna y la flora silvestre y de sus hábitats naturales. Dentro de esta Directiva, figura el manual “Los tipos de hábitat de interés comunitario de España”, publicada en 2005 de la que Margarita es coautora. En esta publicación se catalogan y describen 116 hábitats de forma sencilla y comprensible para especialistas en la materia.
Otro tema en el que estuvo muy involucrada fue en la enseñanza pública de calidad, defendiendo la incorporaciones de clases sociales que tradicionalmente tenían limitado su acceso al conocimiento, siendo una firme defensora de la igualdad de oportunidades para la educación.
Simultaneó las clases y la investigación con cargos de gestión, siendo secretaria académica del departamento y de uno de los vicedecanatos de la Facultad de Biología, además de ser representantes en la Junta de Facultad y el Claustro de la Complutense.   Destacar también que en 1985 participa en la Real Sociedad Española de Historia Natural.
En el año 2009 enferma y muere tres años después. En el año 2013 y en su memoria, el Decanato y su departamento organizan un acto conjuntamente en su memoria “Recordando a Marga” . La Junta de Facultad acuerda por primera vez, dedicar una de las aulas de la Facultad de Biología a la memoria de Margarita, mujer que fue estudiante y profesora allí durante 40 años.